# قصر متروبوليتان (لفيف)

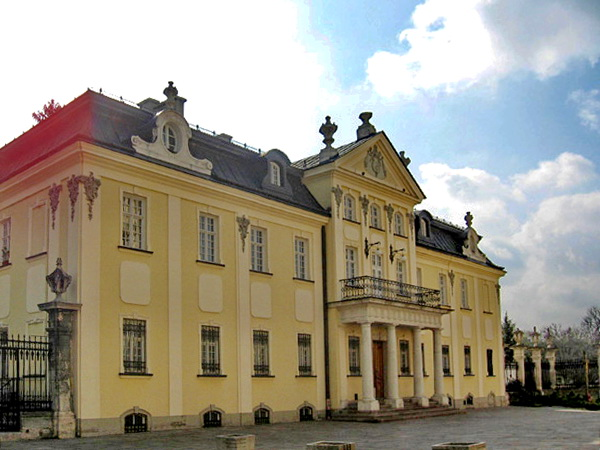
قصر متروبوليتان في لفيف.

قصر متروبوليتان هو قصر يقع مقابل كاتدرائية القديس جورج في مدينة لفيف، وهو المقر الرئيسي لأساقفة الكنيسة الأوكرانية الكاثوليكية منذ القرن السادس عشر. شيد المبنى الحالي في سنوات 1761-1762 وتصميم القصر يعود إلى العمارة الباروكية وإلى النيو كلاسيكية. الواجهة تحمل لوحة في ذكرى المطران أندريه سيبتسكي. على الجانب الغربي من القصر تمتد حديقة. بقي البابا يوحنا بولس الثاني في القصر أثناء زيارته عام 2001 إلى أوكرانيا.